# Bernhard Walter (Bankmanager)

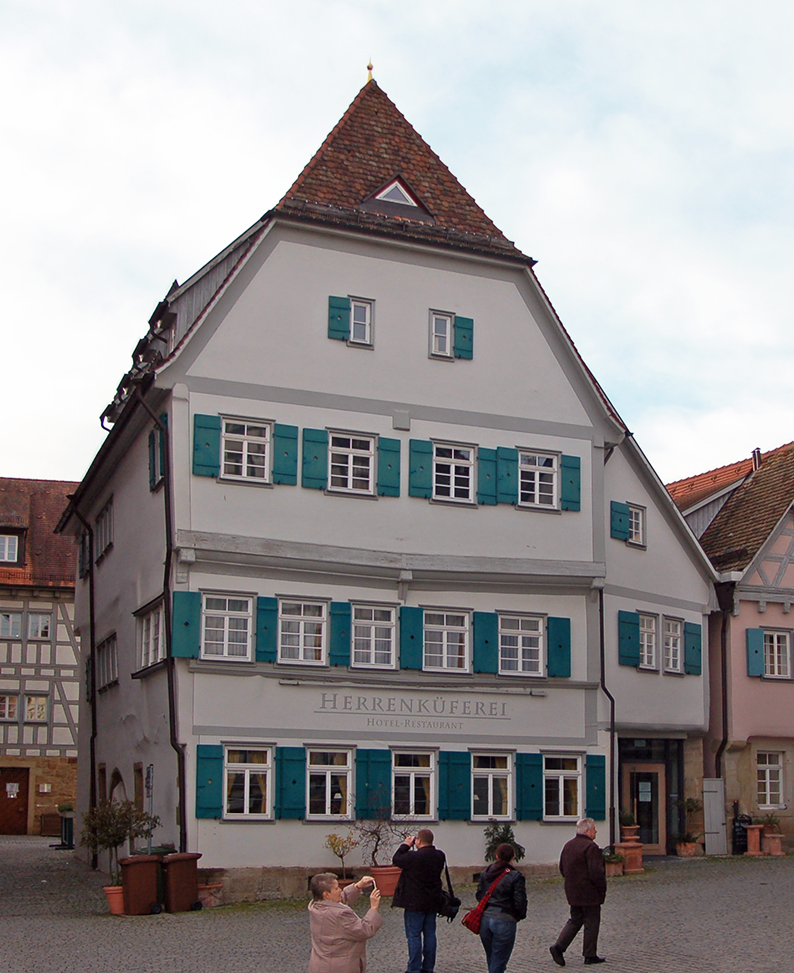
Walters Geburtshaus, das ehemalige Ratstüble in Markgröningen

Bernhard Walter (* 3. März 1942 in Markgröningen; † 11. Januar 2015 in Bad Homburg vor der Höhe) war ein deutscher Bankmanager. Er war Vorstandssprecher der Dresdner Bank und Aufsichtsratsvorsitzender des deutschen Bau- und Dienstleistungskonzerns Bilfinger SE.

## Leben
Nach seiner Banklehre studierte Walter bei der Württembergischen Verwaltungs- und Wirtschaftsakademie (VWA). Anschließend war er für die Dresdner Bank tätig, bei der er 1987 Vorstandsmitglied und 1998 als Nachfolger von Jürgen Sarrazin Vorstandssprecher wurde. Unter seiner Ägide wurde nach der Wende das komplette Osteuropa-Geschäft der Dresdner Bank wieder aufgebaut und re-etabliert. In seiner Amtszeit als Vorstandssprecher zeichnete er sich vor allem durch kompromissloses Vorgehen während des Steuerskandals der Dresdner Bank aus, in dem einige Top-Manager verwickelt waren. Ebenfalls in seine Amtszeit fiel die Idee – verkündet am 9. März 2000 –, zusammen mit Rolf-Ernst Breuer die Deutsche Bank und die Dresdner Bank im Rahmen einer strategischen Partnerschaft mit der Allianz zu einem großen Geldhaus zu verschmelzen. Doch Walter scheiterte letztendlich an internen Querelen – laut FAZ lag es „am Widerstand der Investmentbanker in der Deutschen Bank“. Er legte mit dem Scheitern der Fusion am 5. April 2000 sein Amt nieder und schied aus dem Vorstand aus. Sein Nachfolger wurde Bernd Fahrholz, während dessen Amtszeit die Bank am 23. Juli 2001 an die Allianz SE verkauft wurde.
Schon während seiner Zuständigkeit als Osteuropa-Chef der Bank engagierte sich Walter für die Dresdner Frauenkirche. Er wurde 1994 nach Gründung der Stiftung Frauenkirche Dresden Vorsitzender des Stiftungsrats und hat mit der Initiative der „Aktion Stifterbrief“ maßgeblich zur Einwerbung von 70 Mio. Euro beigetragen, was zwei Dritteln der privat aufgebrachten Spendensumme zum Wiederaufbau der Kirche entspricht. Den Posten des Stiftungsratsvorsitzenden bekleidete er bis zu seinem Tod. Walter erhielt für sein Engagement unter anderem die Goldene Henne des MDR sowie zahlreiche weitere Preise. Am 7. September 2007 wurde Walter gemeinsam mit dem Vorsitzenden der Gesellschaft zur Förderung des Wiederaufbaus der Frauenkirche Dresden, Ludwig Güttler, und Baudirektor Eberhard Burger das Große Bundesverdienstkreuz für sein Engagement für den Wiederaufbau der Dresdner Frauenkirche verliehen. Am 18. März 2009 erhielt Walter von der TU Dresden den Titel „Doktor der Ingenieurwissenschaften Ehren halber“, Dr.-Ing. E. h., für eben jenes Engagement verliehen.
Er vertrat die Dresdner Bank beziehungsweise deren spätere Muttergesellschaft Commerzbank AG in den Aufsichtsräten einiger DAX-30-Unternehmen wie zum Beispiel der Daimler AG, der Deutsche Telekom AG, Henkel KGaA und dem im MDAX notierten Bau- und Dienstleistungskonzern Bilfinger, bei dem er von 2006 bis 2014 Vorsitzender des Aufsichtsrates war. Im November 2008 übernahm er das Amt des Aufsichtsrats bei dem damals schon nach einem Milliardenverlust ums Überleben kämpfenden Immobilienfinanzierer Hypo Real Estate. Des Weiteren war er Vorsitzender des Kuratoriums der TU Dresden und Aufsichtsratsvorsitzender der Handelshochschule Leipzig. Am 23. Juli 2010 wurde ihm die Ehrendoktorwürde der Handelshochschule Leipzig verliehen.
Bernhard Walter starb am 11. Januar 2015 im Alter von 72 Jahren.